# Northport (Wisconsin)
Northport es un lugar designado por el censo ubicado en el condado de Waupaca en el estado estadounidense de Wisconsin. En el Censo de 2010 tenía una población de 491 habitantes y una densidad poblacional de 107,53 personas por km².

## Geografía
Northport se encuentra ubicado en las coordenadas 44°24′18″N 88°48′41″O / 44.40500, -88.81139. Según la Oficina del Censo de los Estados Unidos, Northport tiene una superficie total de 4.57 km², de la cual 4.48 km² corresponden a tierra firme y (1.93%) 0.09 km² es agua.

## Demografía
Según el censo de 2010, había 491 personas residiendo en Northport. La densidad de población era de 107,53 hab./km². De los 491 habitantes, Northport estaba compuesto por el 98.57% blancos, el 0.2% eran afroamericanos, el 1.02% eran amerindios, el 0.2% eran asiáticos, el 0% eran isleños del Pacífico, el 0% eran de otras razas y el 0% pertenecían a dos o más razas. Del total de la población el 0.2% eran hispanos o latinos de cualquier raza.